# Rolando II Pallavicino

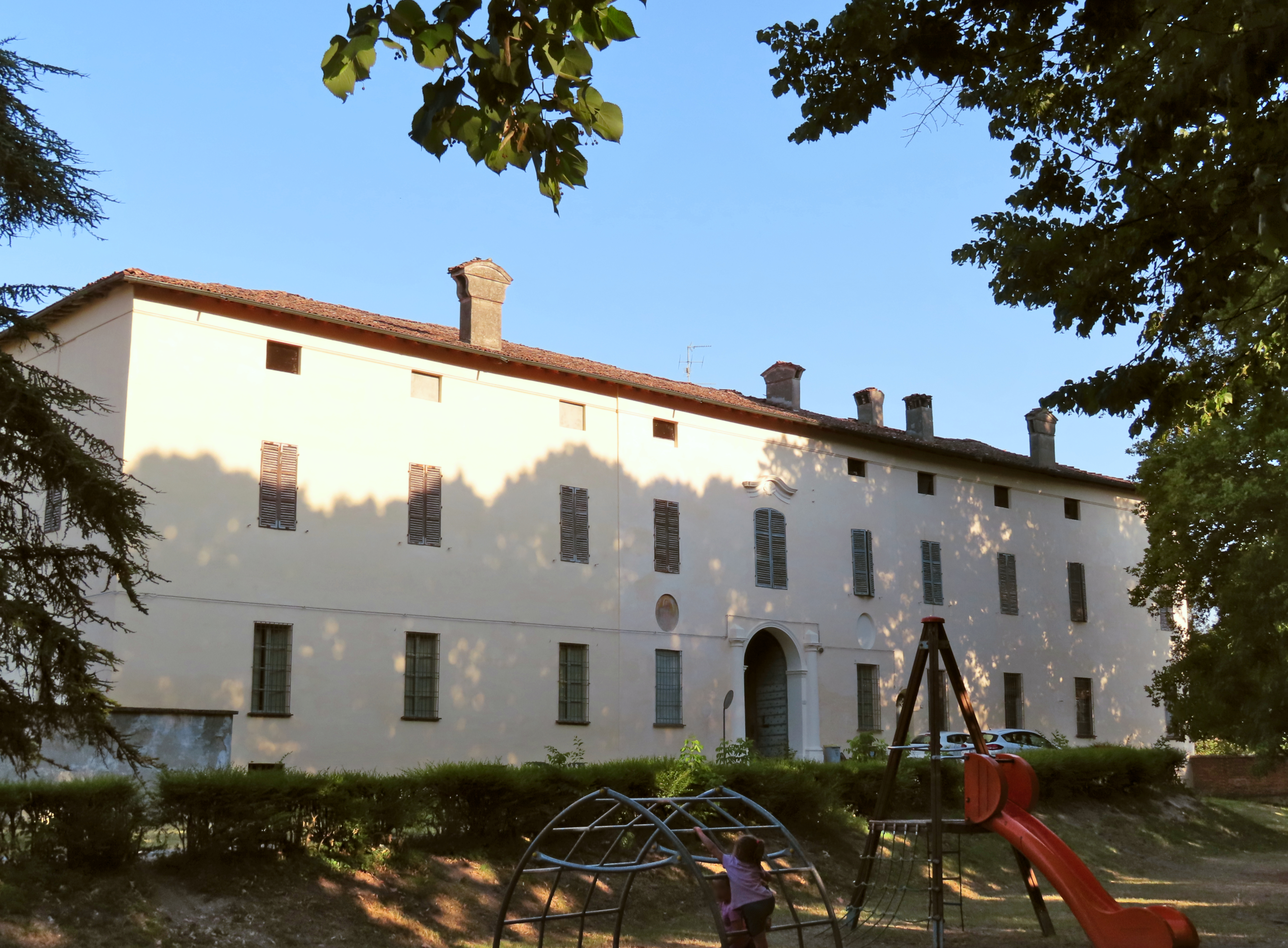
Palazzo Pallavicino di Cortemaggiore

Rolando II Pallavicino (Cortemaggiore, 1425 – Cortemaggiore, 9 novembre 1509) è stato un nobile italiano, secondo marchese di Cortemaggiore.

## Biografia
Rolando Pallavicino detto "il Gobbo" era figlio di Gian Lodovico I Pallavicino e di Anastasia Torelli.
Nel 1479 fondò col padre il centro di Cortemaggiore, sul territorio di insediamenti già presenti in età romana, come testimoniato dalle tombe risalenti a quell'epoca ritrovate nei pressi del paese. Portò a termine nel 1481 la costruzione del Palazzo Regio, dimora della famiglia Pallavicino.
Terminò l'edificazione della basilica di Santa Maria delle Grazie di Cortemaggiore, voluta dal padre e nel 1495 fondò la Casa della Misericordia, che diverrà in seguito la sede dell'"Ospedale dei Pellegrini". Nel 1499 terminò la Chiesa dell'Annunziata, annessa al convento dei frati francescani minori osservanti.
Rolando trascorse parte della sua vita alla corte sforzesca di Milano con l'incarico di consigliere ducale. Nel 1502 acquistò da Pietro II di Rohan Gié la città di Fiorenzuola; queste terre vennero in seguito tolte ai Pallavicino dai Farnese.

## Discendenza
Rolando sposò in prime nozze Antonia Castiglioni e in seconde Laura Caterina Landi. Ebbe sei figli:
- Gian Lodovico (?-1527), erede del padre nel marchesato col fratello Gaspare
- Gaspare (?-1511), erede del padre nel marchesato col fratello Gian Lodovico
- Manfredo (?-1521), uomo d'armi al servizio dei duchi di Milano
- Marcantonio (?-1517), uomo d'armi al servizio dei duchi di Milano
- Francesco, morì giovane
- Francesca, monaca

## Ascendenza
|                                                          |                                                       |                                    | Genitori                           |  |  | Nonni |  |  | Bisnonni            |  |  | Trisnonni          |  |
|                                                          |                                                       |                                    |                                    |  |  |       |  |  | Niccolò Pallavicino |  |  | Uberto Pallavicino |  |
|                                                          |                                                       |                                    |                                    |  |  |       |  |  | Niccolò Pallavicino |  |  | Uberto Pallavicino |  |
|                                                          |                                                       | Caterina Teresa Rossi              |                                    |  |  |       |  |  | Niccolò Pallavicino |  |  |                    |  |
| Rolando I Pallavicino, I marchese di Busseto             |                                                       |                                    |                                    |  |  |       |  |  | Niccolò Pallavicino |  |  |                    |  |
|                                                          |                                                       | …                                  | …                                  |  |  |       |  |  |                     |  |  |                    |  |
|                                                          |                                                       | …                                  | …                                  |  |  |       |  |  |                     |  |  |                    |  |
|                                                          |                                                       | …                                  | …                                  |  |  |       |  |  |                     |  |  |                    |  |
| Gian Lodovico I Pallavicino, I marchese di Cortemaggiore |                                                       | …                                  |                                    |  |  |       |  |  |                     |  |  |                    |  |
|                                                          |                                                       | Giovanni Scotti, conte di Vigoleno | …                                  |  |  |       |  |  |                     |  |  |                    |  |
|                                                          |                                                       | Giovanni Scotti, conte di Vigoleno | …                                  |  |  |       |  |  |                     |  |  |                    |  |
|                                                          |                                                       | Giovanni Scotti, conte di Vigoleno | …                                  |  |  |       |  |  |                     |  |  |                    |  |
| Caterina Scotti                                          |                                                       | Giovanni Scotti, conte di Vigoleno |                                    |  |  |       |  |  |                     |  |  |                    |  |
|                                                          |                                                       | …                                  | …                                  |  |  |       |  |  |                     |  |  |                    |  |
|                                                          |                                                       | …                                  | …                                  |  |  |       |  |  |                     |  |  |                    |  |
|                                                          |                                                       | …                                  | …                                  |  |  |       |  |  |                     |  |  |                    |  |
| Rolando II Pallavicino, II marchese di Cortemaggiore     |                                                       | …                                  |                                    |  |  |       |  |  |                     |  |  |                    |  |
|                                                          | Guido Torelli, I conte di Guastalla e Montechiarugolo | Marsiglio Torelli                  |                                    |  |  |       |  |  |                     |  |  |                    |  |
|                                                          | Guido Torelli, I conte di Guastalla e Montechiarugolo | Marsiglio Torelli                  |                                    |  |  |       |  |  |                     |  |  |                    |  |
|                                                          | Guido Torelli, I conte di Guastalla e Montechiarugolo | Elena d'Arco                       |                                    |  |  |       |  |  |                     |  |  |                    |  |
| Cristoforo I Torelli, II conte di Montechiarugolo        | Guido Torelli, I conte di Guastalla e Montechiarugolo |                                    |                                    |  |  |       |  |  |                     |  |  |                    |  |
|                                                          |                                                       | Orsina Visconti                    | Antonio Visconti                   |  |  |       |  |  |                     |  |  |                    |  |
|                                                          |                                                       | Orsina Visconti                    | Antonio Visconti                   |  |  |       |  |  |                     |  |  |                    |  |
|                                                          |                                                       | Orsina Visconti                    | Anastasia Carcano                  |  |  |       |  |  |                     |  |  |                    |  |
| Anastasia Torelli                                        |                                                       | Orsina Visconti                    |                                    |  |  |       |  |  |                     |  |  |                    |  |
|                                                          |                                                       | Marco I Pio, V signore di Carpi    | Giberto I Pio, IV signore di Carpi |  |  |       |  |  |                     |  |  |                    |  |
|                                                          |                                                       | Marco I Pio, V signore di Carpi    | Giberto I Pio, IV signore di Carpi |  |  |       |  |  |                     |  |  |                    |  |
|                                                          |                                                       | Marco I Pio, V signore di Carpi    | Bianca Casati                      |  |  |       |  |  |                     |  |  |                    |  |
| Taddea Pio                                               |                                                       | Marco I Pio, V signore di Carpi    |                                    |  |  |       |  |  |                     |  |  |                    |  |
|                                                          |                                                       | Taddea de' Roberti                 | Cabrino de' Roberti                |  |  |       |  |  |                     |  |  |                    |  |
|                                                          |                                                       | Taddea de' Roberti                 | Cabrino de' Roberti                |  |  |       |  |  |                     |  |  |                    |  |
|                                                          |                                                       | Taddea de' Roberti                 | Margherita del Sale                |  |  |       |  |  |                     |  |  |                    |  |
|                                                          |                                                       | Taddea de' Roberti                 |                                    |  |  |       |  |  |                     |  |  |                    |  |